# Pseudonemesia kochalkai
Pseudonemesia kochalkai är en spindelart som beskrevs av Raven och Norman I. Platnick 1981. Pseudonemesia kochalkai ingår i släktet Pseudonemesia och familjen Microstigmatidae.
Artens utbredningsområde är Colombia. Inga underarter finns listade i Catalogue of Life.